# Maik Solbach

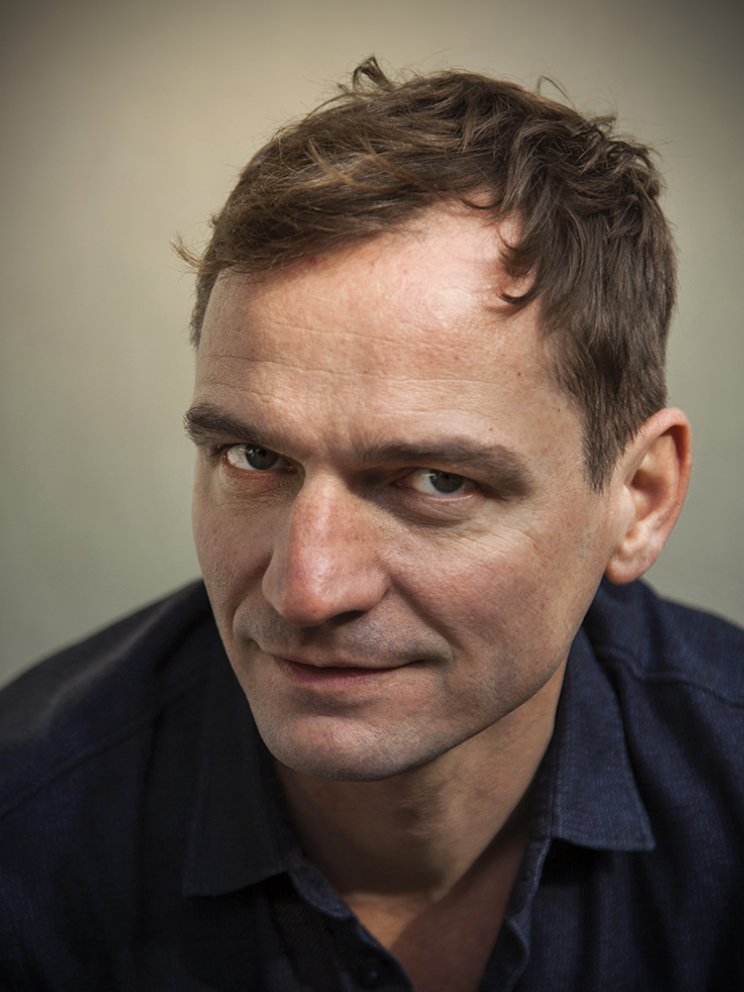
Maik Solbach (2016)

Maik Solbach (* 5. März 1972 in Waldbröl) ist ein deutscher Schauspieler.

## Leben
Solbach absolvierte sein Schauspielstudium von 1994 bis 1998 am Max-Reinhardt-Seminar in Wien. Bereits während des Studiums gastierte er 1996 bei den Wiener Festwochen (Alma – A Show Biz ans Ende, Regie: Paulus Manker) und wurde ans Burgtheater Wien als festes Ensemblemitglied engagiert.
Von hier aus wechselte er ans Düsseldorfer Schauspielhaus, wo er in einer Kritikerumfrage für seine Darstellung der Titelrolle in „Anatol“ von Arthur Schnitzler zum Nachwuchsschauspieler des Jahres 2000 in NRW gewählt wurde.
Es folgten feste Engagements ans Schauspielhaus Bochum und ans Schauspielhaus Zürich. Hier spielte er u. a. die Titelrolle in „Clavigo“ von J. W. von Goethe, Marquis Posa in Don Carlos von Friedrich Schiller, Tom in Die Glasmenagerie von Tennessee Williams.
Unter der Intendanz von Karin Beier ist er festes Ensemblemitglied am Schauspiel Köln.
Parallel führen ihn Gastengagements u. a. an die Volksbühne Berlin, zu den Salzburger Festspielen, an die Bayerische Staatsoper, zu den Ruhrfestspielen Recklinghausen und zurück ans Burgtheater.
Seit 2014 arbeitet er als freier Schauspieler mit Gastengagements u. a. am Deutschen Schauspielhaus Hamburg, Théâtre National du Luxembourg, an der Schaubühne am Lehniner Platz, am Berliner Ensemble, beim Festival d’Aix-en-Provence, am Théâtre des Champs-Élysées Paris und am Theater Basel.
2019 übernimmt er zusammen mit Johanna Wokalek die Schauspielerparts in der Inszenierung „Er nimmt sie an der Hand und führt sie in das Schloß, die anderen folgen“ von Pina Bausch am Tanztheater Wuppertal.
Er arbeitete u. a. unter der Regie von Karin Henkel, Jürgen Gosch, Matthias Hartmann, Roland Schimmelpfennig, Herbert Fritsch, Sebastian Nübling, William Forsythe, Katie Mitchell, Michał Borczuch und Sebastian Kreyer.
Zudem ist Maik Solbach in Film und Fernsehproduktionen tätig, so in dem Kinofilm Ein Geschenk der Götter (2014) oder der Netflixproduktion „Zeit der Geheimnisse“ (2019)
Im Sommer 2015 war er in der Rolle des Narren, bei den Wormser Nibelungenfestspielen zu sehen. 2017 wird er in einer Inszenierung von Karin Henkel (Rose Bernd von Gerhart Hauptmann) und in der Inszenierung Lulu von Athina Rachel Tsangari bei den Salzburger Festspielen debütieren.
Im Februar 2021 war Solbach Teil der Initiative #ActOut im SZ-Magazin, zusammen mit 184 anderen lesbischen, schwulen, bisexuellen, queeren, intergeschlechtlichen und transgender Personen aus dem Bereich der darstellenden Künste.

## Filmografie (Auswahl)
- 2001: Stiller Sturm
- 2003: Tatort: Mutterliebe (Fernsehreihe)
- 2006: Emmas Glück
- 2010: Der Kaiser von Schexing
- 2010: Der letzte schöne Herbsttag
- 2014: Ein Geschenk der Götter
- 2014: Vergiss mein Ich
- 2015: Tatort: Hydra
- 2015: Komm schon!
- 2016: In aller Freundschaft – Die jungen Ärzte (Fernsehserie, Folge Abschied)
- 2016: Rentnercops (Fernsehserie, Folge Immer wieder geht die Sonne auf)
- 2016: SOKO Leipzig (Fernsehserie, Folge Wer Wind sät)
- 2017: Um Himmels Willen (Fernsehserie, Folge Maja will ins Kloster)
- 2017: Der Sprung vom Tellerrand (Kurzfilm)
- 2018: Falk (Fernsehserie, Folge Nesthocker)
- 2018: Teufelsmoor
- 2019: Bettys Diagnose (Fernsehserie, Folge Kopf oder Herz)
- 2019: Zeit der Geheimnisse – Netflix
- 2021: Unter anderen Umständen: Für immer und ewig
- 2020: Furia
- 2021: Die Luft zum Atmen
- 2022: Neben der Spur ist auch ein Weg
- 2023: Die Whistleblowerin
- 2024: Tatort: Schwesternliebe
- 2025: Rosenthal